# Мелкий снег (фильм)
«Мелкий снег» (яп. 細雪, Сасамэ-юки) — фильм-драма режиссёра Кона Итикавы, вышедший на экраны в 1983 году. Экранизация одноимённого романа Дзюнъитиро Танидзаки об одном годе из жизни четырёх сестёр рода Макиока во второй половине 30-х годов XX века. Старшие сёстры заботятся о замужестве третьей из сестёр. Их жизнь тесно связана с переменами в природе, играющими важную роль в жизни японцев.

## Сюжет
Весной 1938 года четыре сестры вместе с Тэйносукэ, мужем Сатико, приехали в Киото любоваться цветами сакуры. Сатико недовольна тем, что старшая сестра Цуруко, являющаяся наследницей рода Макиока и потому представляющая главный дом рода, расстроила дело с замужеством Юкико по той причине, что в роду жениха обнаружился роковой недостаток.
Пять лет назад самая младшая из сестёр Таэко сбежала из дома вместе с Кэйдзабуро Окухата, третьим сыном владельца ювелирного магазина Окухата, расположенного в Сэмба, торговом центре Осака. Об этом проведала одна газета, но она по ошибке вместо Таэко написала имя Юкико. Тацуо, муж Цуруко, представляющий вместе с ней главный дом рода Макиока, потребовал опровержения, но газета только исправила свою ошибку, вместо имени Юкико написав имя Таэко, что только усугубило серьёзность положения. Недовольные таким оборотом дела Юкико и Таэко отказываются жить в главном доме и переселяются в дом Сатико, который является боковой ветвью рода Макиока.
Таэко начинает делать куклы. Её интерес к Окухата постепенно охладевает и она сближается с Итакурой, который прежде был учеником в ювелирном магазине Окухата, но теперь стал фотографом. Итакура заболевает воспалением уха и его постигает преждевременная смерть. В это время устраиваются смотрины Юкико с маклером банка, работником префектурной управы и вице-президентом фармацевтической компании, но они не завершаются браком, поскольку женихи не нравятся Юкико. И тут Тацуо приходит домой с известием о том, что его по работе переводят в Токио. Цуруко теряется, не знает, что ей делать.
Юкико опять предлагают смотрины. На этот раз женихом является представитель прежней аристократии, внук виконта Хигасидани. После смерти Итакуры Таэко стала ходить по барам, стараясь залить своё горе вином. В одном баре она знакомится с барменом Миэси, уходит из дома и переселяется к нему. Миэси оказался честным и серьёзным молодым человеком, и Таэко вместе с ним начинает новую жизнь, что успокаивает обеспокоенных её судьбой сестёр. Цуруко же после долгих колебаний наконец решает вместе с мужем уехать в Токио. У Юкико тоже хорошо идёт дело с Хигасидани, они решают пожениться.
И в Зимний день на вокзале Осака Юкико, Тэйносукэ и другие провожают Цуруко и её семью, уезжающих в Токио.

## В ролях
- Кэйко Киси — Цуруко Макиока
- Ёсико Сакума — Сатико Макиока
- Саюри Ёсинага — Юкико Макиока
- Юко Котэгава — Тиэко Макиока
- Дзюдзо Итами — Тацуо, муж Цуруко
- Кодзи Исидзака — Тэйносукэ, муж Сатико
- Тосиюки Хосокава — Хасидэра
- Иттоку Кисибэ — Итакура
- Такэнори Эмото — Хигасия
- Дзюн Хамамура — Отокити
- Дзюн Хасидзумэ — солдат
- Акидзи Кобаяси — Сэйтаро Дзинба
- Кадзуя Косака — Номура
- Кунико Миякэ — тётя Томинаги
- Нобуко Сэндо — дочь Хасидэры

## Премьеры
- — 21 мая 1983 года состоялась национальная премьера фильма в Токио[1].
- — американская премьера фильма состоялась 30 декабря 1983 года в Нью-Йорке[1].
- — в СССР фильм демонстрировался в 1984 году в Москве, Ленинграде, и Находке в рамках XVIII фестиваля японских кинофильмов.
- — европейская премьера фильма состоялась 3 января 1986 года в Хельсинки, Финляндия[1].

## Награды и номинации
Премия Японской киноакадемии
- 8-я церемония вручения премии (1984)[2]

Выиграны:
- Премия лучшему новичку года — Нобуко Сэндо

Номинации в категориях:
- за лучший фильм
- за лучшую режиссёрскую работу — Кон Итикава
- за лучшее исполнение мужской роли второго плана — Дзюдзо Итами
- за лучшую операторскую работу — Киёси Хасэгава
- за лучшее освещение — Кодзиро Сато
- за лучший звук — Тэцуя Охаси
- за лучшую работу художника-постановщика — Синобу Мураки

Hochi Film Awards (1983)
- Премия за лучшее исполнение мужской роли второго плана — Дзюдзо Итами

Премия журнала «Кинэма Дзюмпо» (1984)
- Премия за лучшее исполнение мужской роли второго плана — Дзюдзо Итами
- Номинация на премию за лучший фильм 1983 года, однако по результатам голосования кинолента заняла 2 место, уступив фильму «Семейная игра» режиссёра Ёсимицу Мориты

Кинопремия «Майнити» (1984)
- Премия за лучшую работу художника-постановщика — Синобу Мураки

Премия американских кинокритиков (1986)
- Второе место за лучшую операторскую работу — Киёси Хасэгава

Международный кинофестиваль в Венеции (1983)
- Номинация на главный приз «Золотой лев» Венецианского кинофестиваля

Кинофестиваль в Йокогаме (1984)
- Приз за лучшее исполнение мужской роли второго плана — Дзюдзо Итами